# Edouard d'Avdeew
Édouard d'Avdeew, né le 29 février 1944 à Monpazier, en Dordogne, et mort le 7 août 1991 à Paris, est un jardinier, ingénieur horticole et paysagiste français d'origine russe. Il a dirigé EVE (Espaces Verts & Environnement) de 1984 à 1991. Il a présidé la SAVE, association pour la sauvegarde du patrimoine végétal en France, de 1988 à 1991.

## Biographie
Édouard d’Avdeew suit des études en classes préparatoires afin de devenir  ingénieur horticole. En 1969,  coopérant à Abidjan, il est paysagiste à Cocody. De retour en Europe, il réalise ensuite de nombreux jardins, s’intéressant surtout aux plantes et à la plantation, plutôt qu’au tracé, que ce soit au niveau global de l’organisation du jardin ou au niveau du végétal, qu’il préfère laisser autant que possible à son développement naturel. 
Très critique sur ce qu’il décrit comme l’appauvrissement végétal de la France urbanisée, et un des premiers à défendre la « diversification des plantations et la sauvegarde des espèces rares ou oubliées», il se constitue progressivement une collection de végétaux, au Bois d’Eve, à La Genevraye, et crée l’entreprise EVE (Espaces verts et environnement), entreprise à laquelle a collaboré John Gelder[réf. à confirmer]. De futurs paysagistes de renom  se forment avec lui, comme Pascal Cribier en 1982 ou Michel Semini, ou utilisent les plantes exotiques ou oubliées qu’il développe.
D’Avdeew participe aux « Journées des plantes de Courson », où il remporte plusieurs prix : la société EVE obtient le prix botanique et horticole du Domaine de Courson à l’automne 1987, au printemps 1988 et 1898, à l’automne 1992, ainsi que le prix Vilmorin en 1987. Elle est très remarquée pour ses végétaux à feuilles argentées, alors rares, et   reçoit aussi plusieurs récompenses pour des arbres et arbustes spécifiques :  le Mérite de Courson, « la plus haute récompense pour des plantes nouvelles ou redécouvertes aux qualités reconnues, particulièrement intéressantes et susceptibles, à terme, d’une large diffusion » est par exemple accordé à  son Symplocos paniculata  et  à son Syringa Céline  en 1989, à son Menziesia ciliicalyx en 1990, à son Pseudolarix kaempferi  et son Styrax japonica  Fargesii en 1991. 
En 1988, d’Avdeew est l’un des fondateurs et le premier président de la SAVE, association sous la loi de 1901, « Sauver les végétaux et l’environnement ». Ses objectifs étaient de favoriser le développement de jardins botaniques en France, par exemple en fournissant de nouveaux végétaux, d’encourager les recherches dendrologiques et la formation au végétal des paysagistes, mais aussi du plus large public, de promouvoir une meilleure intégration du cadre végétal (contre l’uniformisation végétale progressive sur l’ensemble du territoire), et d’intervenir auprès des responsables administratifs des Ministères concernés en faveur de ces projets.

## Prix Edouard d’Avdeew
À partir de 1996 et jusqu'en 2006, un prix national Edouard d'Avdeew a été créé pour « récompenser des initiatives pédagogiques dans le domaine des collections de plantes ». Il est décerné chaque année par l'Association des parcs botaniques de France et le Conservatoire français des collections végétales spécialisées.
En avril 1996, il a été attribué à Jean Lennon, spécialiste des rhododendrons.   
Le lauréat de 1997 est Les jardins de Coursiana à La Romieu dans le Gers. 
En 1999, c'est le Domaine de Windeck à Ottrott (Bas-Rhin) qui remporte le prix.  
En 2006, le prix est décerné à Jean Merret (Arboretum d'Henvic, Keracoual Bras, Finistère).

## Hommage
Un  hortensia porte le nom d’Edouard d’Avdeew, l’Hydrangea macrophylla « Souvenir d’Édouard d’Avdeew »,,. Il existe aussi un Hydrangea heteromalla « Edouard d’Avdeew ».